# Ksawery Masiuk
Ksawery Masiuk (17 dicembre 2004) è un nuotatore polacco.

## Carriera
Specializzato nel dorso, ha vinto la medaglia di bronzo nei 50 m dorso ai mondiali di Budapest 2022, dietro agli statunitensi Justin Ress e Hunter Armstrong. Si ripete due anni dopo ai mondiali di Doha ed agli europei di Belgrado, vincendo rispettivamente un bronzo e un argento nella medesima specialità.

## Palmarès
- Mondiali

Budapest 2022: bronzo nei 50m dorso.
Doha 2024: bronzo nei 50m dorso.
- Mondiali in vasca corta

Budapest 2024: bronzo nella 4x100m sl.
- Europei

Belgrado 2024: argento nei 50m dorso, nella 4x100m sl e nella 4x100m misti, bronzo nei 100m dorso.
- Mondiali giovanili

Lima 2022: oro nei 50m dorso, nei 100m dorso, nella 4x100m misti e nella 4x100m misti mista, bronzo nei 200m dorso e nella 4x200m sl.
- Europei U23

Šamorín 2025: oro nei 50m dorso.
- Europei giovanili

Roma 2021: oro nei 100m dorso, nei 200m dorso e nella 4x100m misti, argento nei 50m dorso e bronzo nella 4x100m sl.
Otopeni 2022: oro nei 50m dorso, nei 100m dorso e nei 200m dorso, bronzo nella 4x200m sl, nella 4x100m misti e nella 4x100m sl mista.